# Governo Okyar
Il governo Okyar è stato il terzo governo della storia della Turchia.

## Storia
Dopo i primi due governi guidati da İsmet İnönü e la nascita del partito d'opposizione Repubblicano Progressista che chiedeva un potere meno centralista e autoritario, il presidente turco Mustafa Kemal Atatürk era preoccupato per la stabilità della neonata Repubblica di Turchia e per questo, spinto dalle crescenti proteste interne, il 22 novembre 1924 fece dimettere il secondo governo İnönü e conferì l'incarico di formare il nuovo governo a Ali Fethi Okyar, di tendenza moderata, già ministro durante l'età ottomana ed ex-presidente del Governo della Grande Assemblea Nazionale Turca durante la Guerra d'indipendenza della Nazione nel periodo immediatamente successivo alla fine della prima guerra mondiale.
Il governo ebbe vita breve a causa della sua difficoltà a far fronte alla Ribellione dello sceicco Said, una rivolta guidata dall'omonimo leader curdo per l'autodeterminazione dei Curdi contro il governo turco, e infatti esso cadde già il 3 marzo 1925.
Il presidente Atatürk allora richiamò İsmet İnönü, il quale rimase in carica come Primo ministro fino al 25 ottobre 1937 guidando altri cinque governi, (in tutto İsmet İnönü guiderà dieci governi nella sua vita).

## Composizione
| Titolo                                                                 | Nomi                      | Note                                                            |
| ---------------------------------------------------------------------- | ------------------------- | --------------------------------------------------------------- |
| Primo ministro e Ministro della difesa nazionale                       | Ali Fethi Okyar           |                                                                 |
| Ministro della giustizia                                               | Mahmut Esat Bozkurt       |                                                                 |
| Ministro degli interni e Ministro dei cambi strutturali e insediamento | Recep Peker Cemil Uybadın | 22 novembre 1924 - 5 gennaio 1925 5 gennaio 1925 - 3 marzo 1925 |
| Ministro degli affari esteri                                           | Şükrü Kaya                |                                                                 |
| Ministro della finanza                                                 | Abdülhalik Renda          |                                                                 |
| Ministro dell'educazione nazionale                                     | Şükrü Saracoğlu           |                                                                 |
| Ministro dei lavori pubblici                                           | Fevzi Pirinççioğlu        |                                                                 |
| Ministro della salute                                                  | Mahzar Germen             |                                                                 |
| Ministro del commercio                                                 | Ali Cenani                |                                                                 |
| Ministro dell'agricoltura e degli affari rurali                        | Fehmi Ataç                |                                                                 |
| Ministro della marina                                                  | İhsan Eryavuz             |                                                                 |